# Aleksandr Spendiarjanmuseet
Aleksandr Spendiarjanmuseet är ett personmuseum i distriktet Kentron i Jerevan i Armenien, som är tillägnat kompositören Aleksandr Spendiarjan (1871–1928).
Museet öppnade 1967 i det hus som Spendiarjan bodde i under sina sista levnadsår. Museet visar bland annat ett porträtt av Aleksandr Spendiarjan som målats av Martiros Sarjan och en affisch som gör reklam för operan Almast, som var den första uppsättningen på Jerevans operahus 1933. 

## Bildgalleri

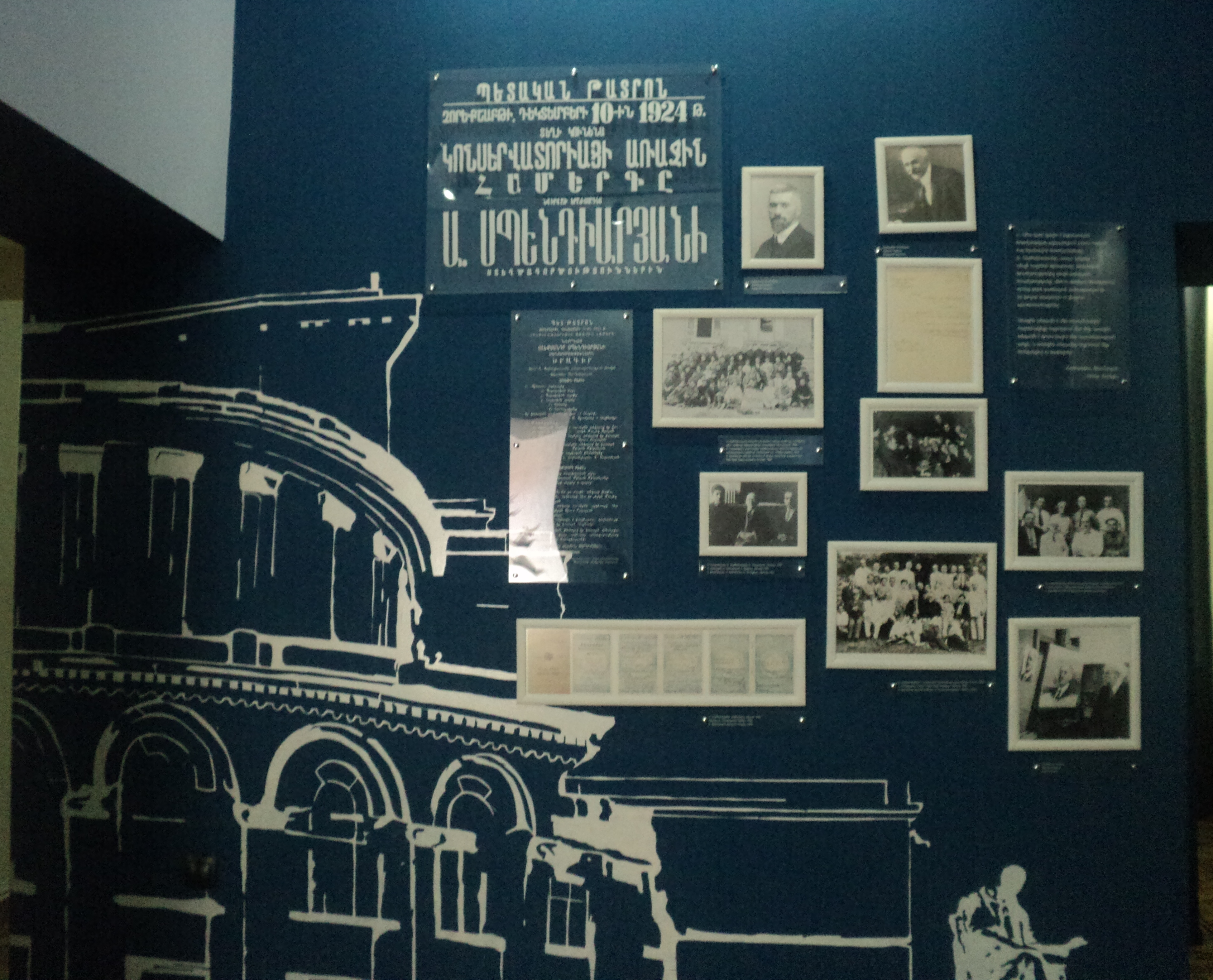
Interiör från museet.